# James King (Leichtathlet)

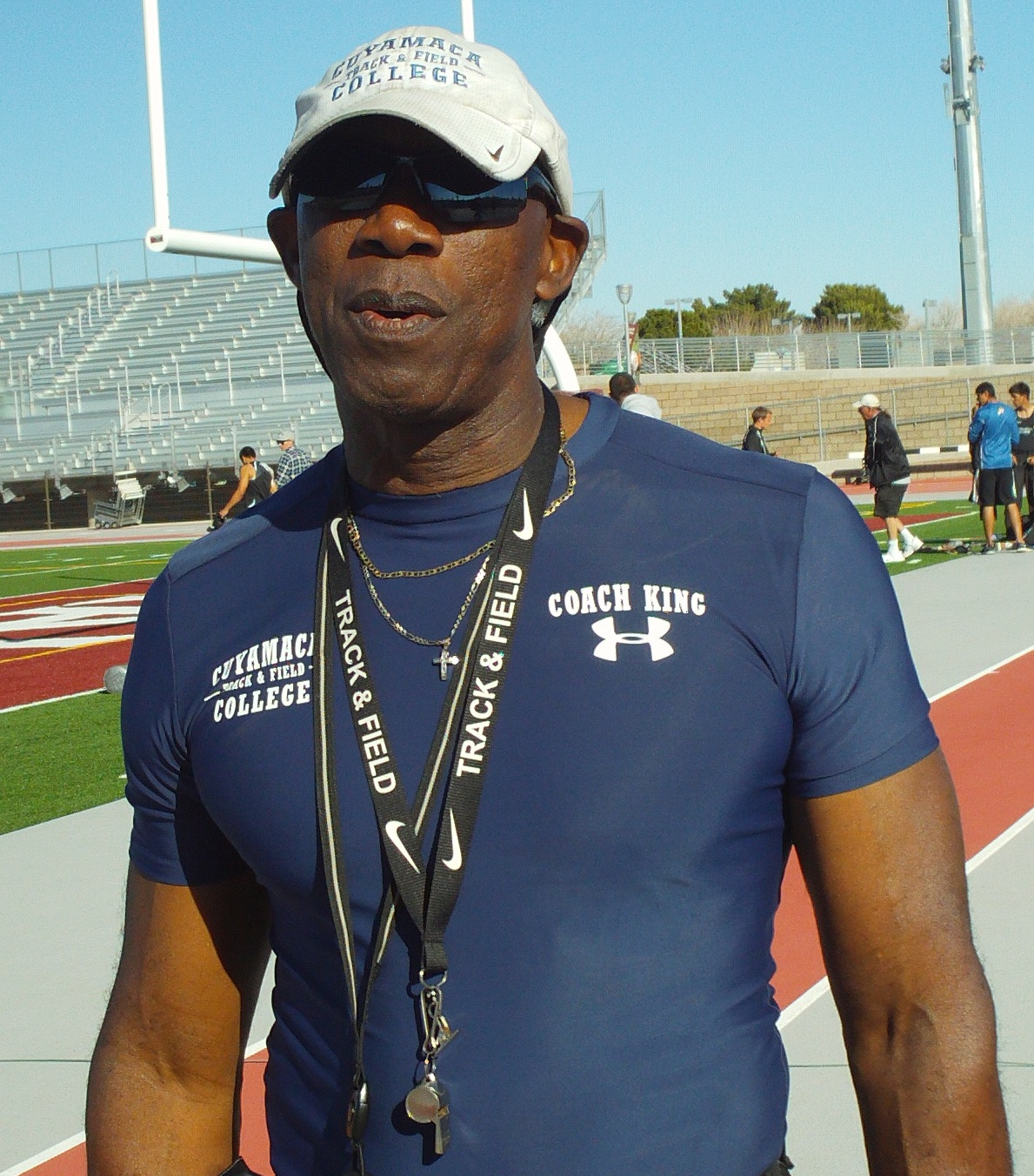
James King, 2012

James King (* 9. Mai 1949) ist ein ehemaliger US-amerikanischer Hürdenläufer, der sich auf die 400-Meter-Distanz spezialisiert hatte.
Bei den Panamerikanischen Spielen gewann er 1975 in Mexiko-Stadt Gold und 1983 in Caracas Bronze.
1980 und 1982 wurde er Englischer Meister.
Seine persönliche Bestzeit von 49,00 s stellte er am 7. September 1979 in Bratislava auf.